# Брассиофеникс
Брассиофеникс (лат. Brassiophoenix) — олиготипный род однодольных растений семейства Пальмовые (Arecaceae).
Род впервые выделен немецким ботаником Карлом Эвальдом Бурретом в 1935 году и назван в честь австралийского и американского ботаника Леонарда Джона Брасса.

## Систематика
В состав рода входят два вида:
- Brassiophoenix drymophloeoides Burret
- Brassiophoenix schumannii (Becc.) Essig

## Распространение, общая характеристика
Эти пальмы растут в смешанном низменном дождевом лесу и встречаются на острове Новая Гвинея. Каждый из описанных экземпляров растений был собран на территории Папуа — Новой Гвинеи.
Однодомные, обособленно растущие пальмы с тонким и мягким стеблем. Листья перистые.
Оба вида вырастают до около 9 метров в высоту на 8-сантиметровых стволах, оканчивающихся 60-сантиметровыми слегка выпирающими пухлыми кронами с редкой листвой. Листья у него жесткие, перистые до 2 метров в длину, черешки короткие или отсутствуют, перистые отростки темно-зеленого цвета имеют правильное расположение и ромбовидную форму, до 30 сантиметров в длину. Листочки с лопастями, центральная лопасть самая глубокая, образует необычные зубчатые вершины. Соцветия появляются из-под кроны, дважды разветвленной, с пушистыми веревками мужских и женских цветов. Плоды брассиофеникса созревают до желтого, оранжевого или красного цвета, каждый с одним семенем.

## Культивирование
Из двух похожих видов один чаще встречается в культивировании и был ошибочно идентифицирован как Brassiophoenix schumanni. В 1999 году Зона и Эстиг показали, что обычно культивируемыми видами являются типовые виды Brassiophoenix drymophoeoides. Два вида различаются по их географическому расположению и незначительным различиям в форме фруктов. Название представляет собой комбинацию фамилии Брасс, в честь первого коллекционера Л. Дж. Брасса, и Финика, еще одного рода пальм.
Пальмы Brassiophoenix не так широко распространены и выращиваются в течение многих лет. Как и многие пальмы тропического леса, они не терпят полного солнца в молодости, но хорошо выдерживают его в зрелости. Они также требуют большого количества воды и быстро дренирующейся, богатой почвы. Учитывая их тропическое происхождение, они также требуют защиты от холода при выращивании.